# Belgische Monarchie
Die belgische Monarchie (niederländisch (de) Belgische monarchie, französisch (la) Monarchie belge) wurde 1830 begründet, als nach der Abspaltung Belgiens von den Niederlanden eine erbliche konstitutionelle Monarchie eingerichtet wurde, deren Thron König Leopold I. aus dem Haus Sachsen-Coburg und Gotha bestieg. König der Belgier ist seit dem 21. Juli 2013 Philippe.

## Ursprung und Geschichte
Seit 1815 gab es das Vereinigte Königreich der Niederlande. Aus diesem löste sich der Süden 1830 in der belgischen Revolution, wofür es politische, konfessionelle und sprachliche Gründe gab. Als Namen für den neuen Staat wählte der Belgische Nationalkongress Belgien, nach der alten römischen Provinz Gallia Belgica.
Am 22. November 1830 entschied sich der Nationalkongress mit 174 zu 13 Stimmen für eine Monarchie. König sollte zuerst Louis d’Orléans werden, der das Angebot wegen internationaler Bedenken nicht annahm. Dann wählte der Nationalkongress Erasme Louis Surlet de Chokier zum vorläufigen belgischen Regenten. Nach etlichen Diskussionen designierte der Nationalkongress schließlich Leopold von Sachsen-Coburg-Saalfeld zum König, aus jener als liberal geltenden mitteldeutschen Dynastie, dem Haus Sachsen-Coburg und Gotha, dessen Mitglieder in viele europäische Fürstenhäuser eingeheiratet hatten. Am 21. Juli 1831 legte Leopold I. den Eid ab.
Leopolds Sohn, König Leopold II., ist vor allem für die Kongogräuel bekannt, die Ausbeutung seines persönlichen Lehens des Freistaats Kongo, während deren die dortige Bevölkerung möglicherweise um die Hälfte reduziert wurde. Leopold II. starb, ohne legitime Söhne zu hinterlassen.
Nach seinem Tod im Jahr 1909 bestieg sein Neffe Albert I. den belgischen Thron. Auf ihn folgte 1934 sein Sohn Leopold III. Aufgrund des Verhaltens Leopolds III. während des Zweiten Weltkrieges wurde er vom belgischen Parlament für regierungsunfähig erklärt und sein Bruder Prinz Karl von Belgien zum Regenten bestimmt. Unter dem Druck der Regierung dankte Leopold III. zugunsten seines Sohnes Baudouin ab. Da dieser keine Nachkommen hatte, wurde nach seinem Tod sein Bruder Albert II. sein Nachfolger. Er dankte im Juli 2013 ab, seither ist sein Sohn Philippe König der Belgier.
Offizielle Residenz, Repräsentationsort und Sitz der Hofämter ist der Königliche Palast in Brüssel, private Residenz und Wohnort das am Rande Brüssels gelegene Schloss Laeken. Die Grablege des Königshauses befindet sich in der Liebfrauenkirche Laeken.

## König der Belgier
Die korrekte Bezeichnung des Königs ist nicht „König von Belgien“, sondern „König der Belgier“. Dies betont, dass die Machtgrundlage des Königs nicht ein Hoheitsgebiet, sondern das Staatsvolk ist. Zuvor war bereits König Louis-Philippe 1830 zum „König der Franzosen“ erklärt worden, und nicht wie traditionell üblich zum „König von Frankreich“, genau wie die griechischen Monarchen den Titel „König der Hellenen“ trugen. Erfunden hatte diese Neuerung der französische Revolutionsgeneral Napoleon Bonaparte, als er sich 1804 zum „Kaiser der Franzosen“ krönte. Der König spricht daher auch nicht von Untertanen, sondern von Landsleuten.
1920 entschloss sich König Albert I., den deutschen Familiennamen nicht mehr zu verwenden, nachdem deutsche Truppen 1914 in Belgien einmarschiert waren. Kriegsteilnehmer war auch sein Vetter Herzog Carl Eduard von Sachsen-Coburg und Gotha, der General beim XI. Armee-Korps war, das an der Westfront kämpfte und zu dem ein coburg-gothaisches Infanterieregiment gehörte. Seitdem hieß der Hauptname de Belgique, van België oder von Belgien. Ähnlich hatte sich der britische Familienzweig bereits 1917 in Haus Windsor umbenannt. Doch – anders als in Großbritannien – wurde der Sachsen-Coburger Nebentitel vom belgischen Königshaus stets beibehalten.
König Philippe hat mit einem arrêté royal von 2015 angeordnet, dass künftig alle Familienmitglieder diesen familiären Erbtitel, Prinz/essin von Sachsen-Coburg (bzw. Saxe-Cobourg oder Saksen-Coburg), führen, während der zusätzliche, konstitutionelle Titel Prinz/essin von Belgien auf thronfolgeberechtigte Kinder und Enkel des Monarchen sowie des jeweiligen Thronfolgers beschränkt wurde. Das ursprüngliche hausgesetzliche Erfordernis der ebenbürtigen Eheschliessung gab schon König Baudouin mit seiner Eheschließung 1960 auf.

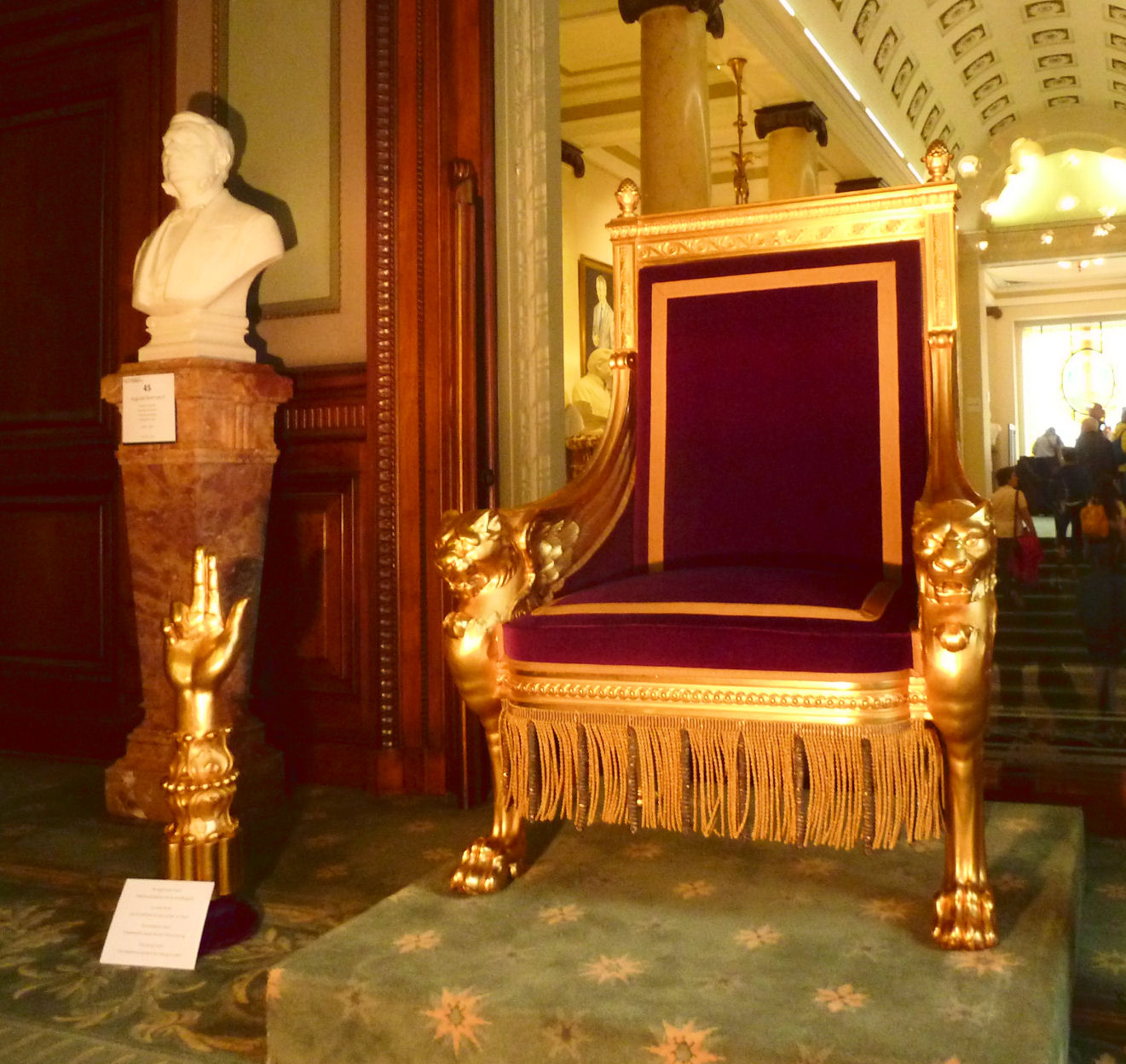
Belgischer Königsthron
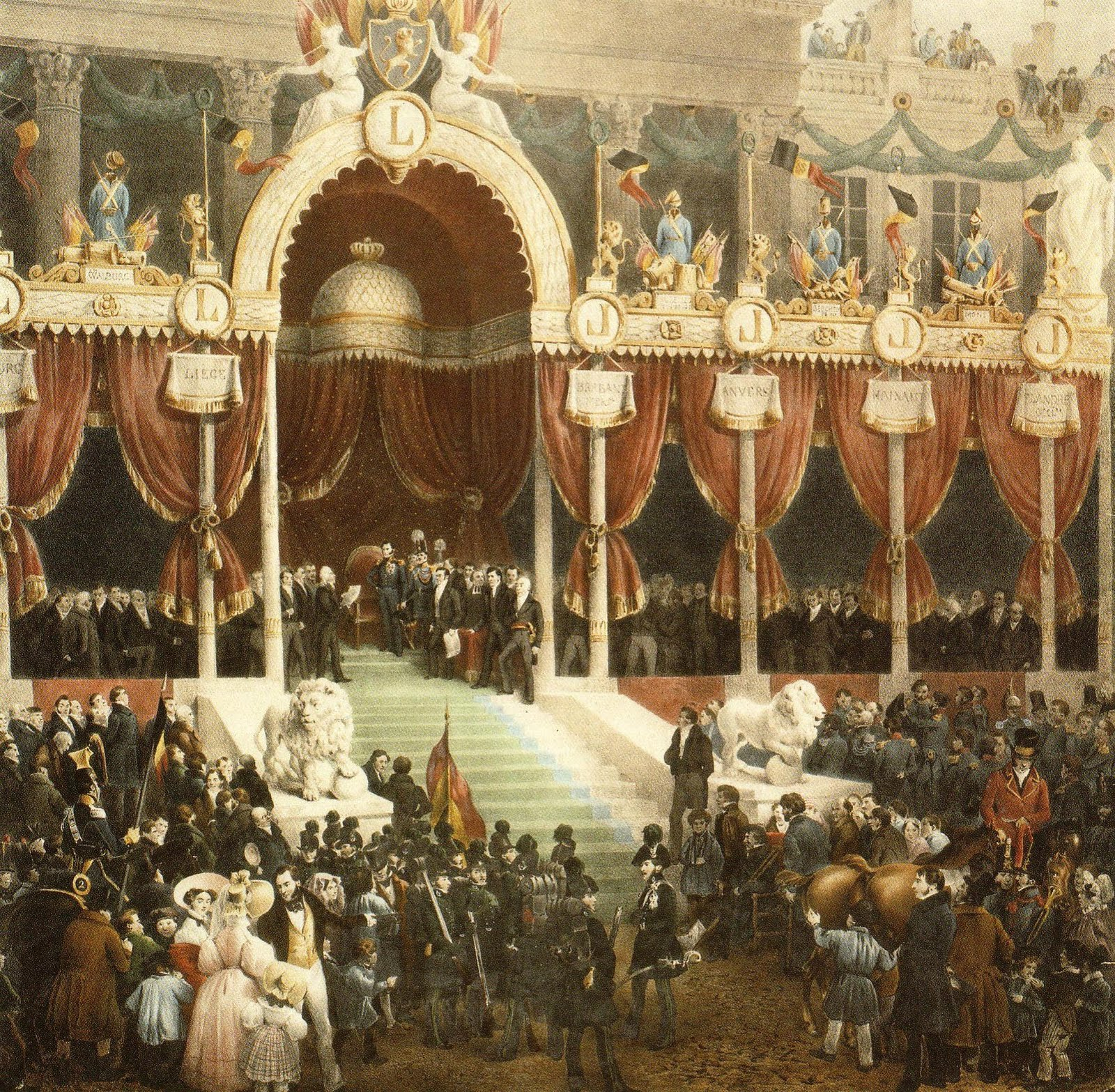
Gustave Wappers: Vereidigung Leopolds I. am 21. Juli 1831
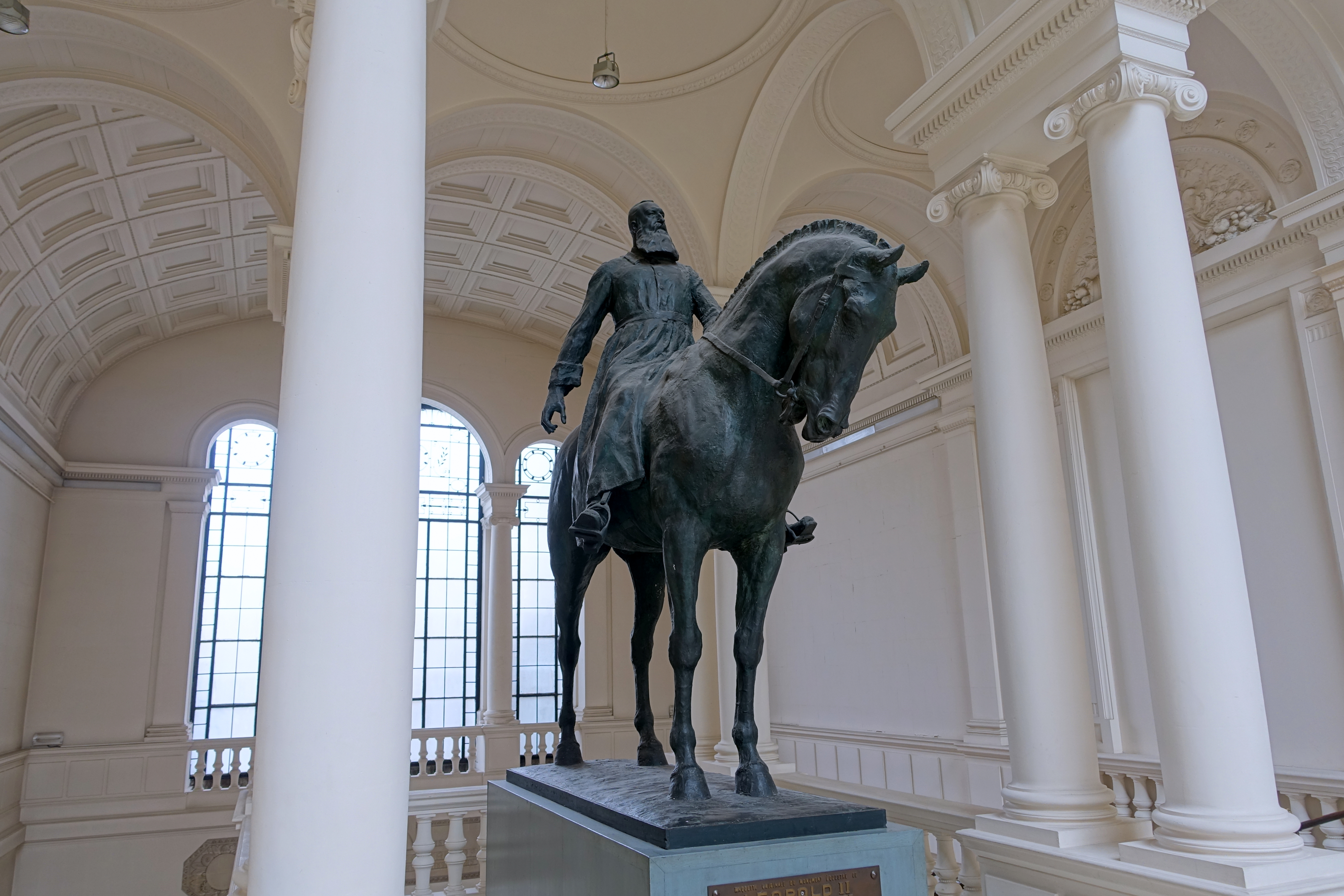
Reiterstandbild König Leopold II.
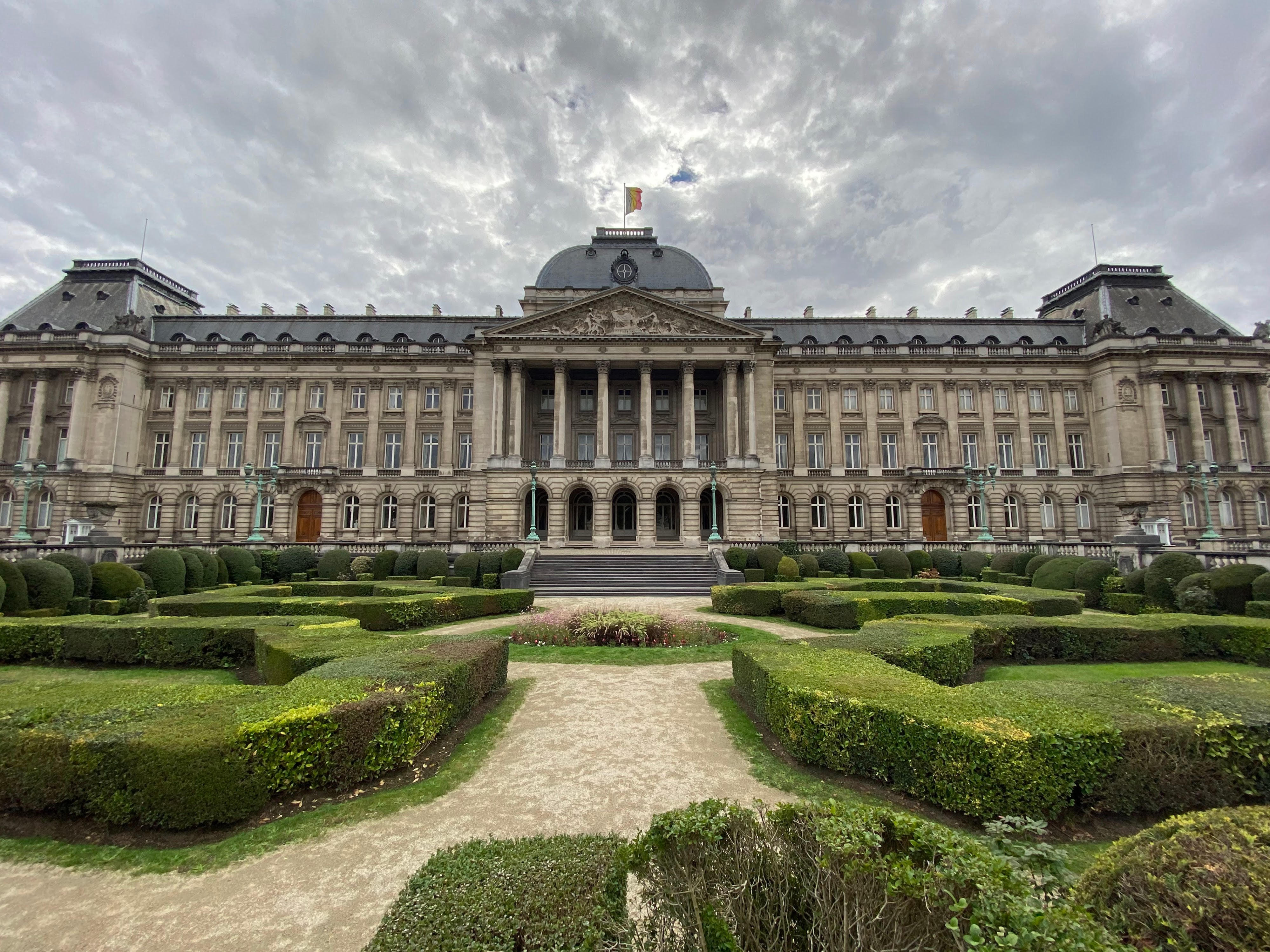
Königlicher Palast (Brüssel)
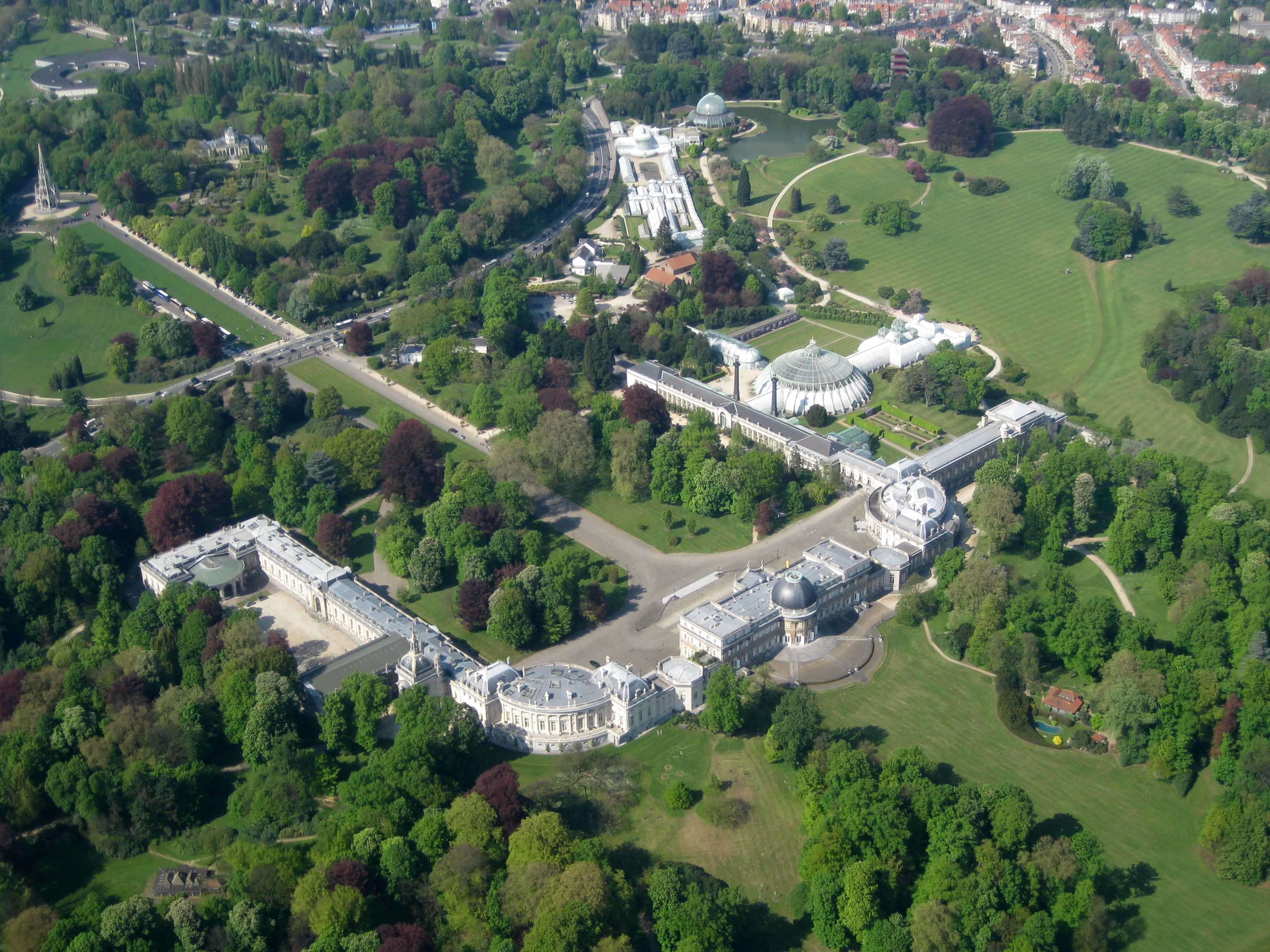
Schloss Laeken

## Eid
Belgien ist die einzige europäische Monarchie, in der der Ausruf „Der König ist tot, es lebe der König!“ nicht zutrifft. Gemäß der belgischen Verfassung kann ein König erst den Thron besteigen, wenn er den Eid auf die Verfassung abgelegt hat. König Albert II. beispielsweise bestieg den Thron nicht am Todestag seines Bruders, dem 31. Juli 1993, sondern erst am 9. August 1993. In allen anderen heutigen Monarchien werden die Regenten unmittelbar mit dem Tod ihres Vorgängers inthronisiert. Allerdings können sie ihre monarchischen Rechte oft erst nach einer Eidesleistung ausüben.

## Sprachen
Belgien hat drei offizielle Landessprachen, von denen Niederländisch und Französisch die bedeutendsten sind. Deshalb sind viele Könige und Angehörige der königlichen Familie unter zwei oder drei Namen bekannt. Der gegenwärtige König zum Beispiel wird auf Französisch Philippe und auf Niederländisch Filip genannt, der fünfte König hieß Baudouin auf Französisch und Boudewijn auf Niederländisch. In der dritten offiziellen belgischen Sprache, dem Deutschen, werden meistens die französischen Namen verwendet (Baudouin, Philippe usw.), manchmal jedoch auch die deutschen (Balduin, Philipp usw.).
Die königliche Familie selbst spricht vorwiegend Französisch, was in der niederländischsprachigen Region Flandern negativ aufgenommen wird. Bei offiziellen Gelegenheiten achtet der König oder ein anderes Familienmitglied jedoch darauf, abwechselnd beide Sprachen zu verwenden. Wichtige Ansprachen richtet der König zusätzlich in deutscher Sprache an das belgische Volk.

## Aufgaben und Neutralität

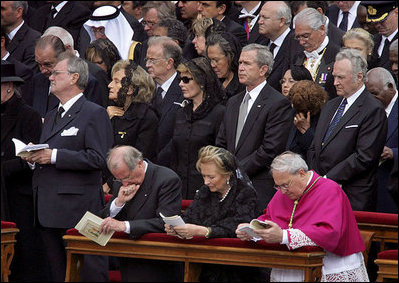
König Albert bei der Begräbnisfeier für Papst Johannes Paul II., 2005 in Rom

Der König steht an der Spitze des Staates, alle drei Gewalten (siehe Staatsgewalt) müssen sich ihm verantworten. In seinem Namen wird Recht gesprochen. Er ernennt Minister und unterzeichnet Gesetze. Allerdings ist bei letzterem die Gegenunterzeichnung durch den entsprechenden Minister vonnöten. Die eigentliche Aufgabe des Königs im Regierungssystem ist die Einsetzung eines Informateurs oder Formateurs bei der Regierungsbildung. Außerdem empfängt der König einmal pro Woche den Premierminister zu einem Gespräch.
Für den König und die Königin besteht sowohl ein aktives als auch ein passives Wahlverbot. Des Weiteren dürfen Mitglieder der königlichen Familie keine Minister sein. Der König darf zudem als Privatperson keine Verträge abschließen. Er ist unantastbar und kann nicht verhaftet oder angeklagt werden.